# Meioneta pseudorurestris
Meioneta pseudorurestris là một loài nhện trong họ Linyphiidae.
Loài này thuộc chi Meioneta. Meioneta pseudorurestris được Jörg Wunderlich miêu tả năm 1980.